# Дезмонд Чіям
Десмонд Чіям — австралійський актор, найвідоміший за роллю Ваєтта Коула на Риф- брейку та Генерала Риги в «Шаннарських хроніках».

## Біографія
Чіям народився в Мельбурні, Австралія, батькам китайського сінгапурського походження. У дитинстві він провів третину року в Сінгапурі, оскільки його батько часто працював там. Він здобув ступінь юридичного факультету Мельбурнського університету, а також ступінь магістра сценарію з університету Південної Каліфорнії . Він був бакалавром року CLEO в Сінгапурі в 2011 році.
Наразі він проживає в Лос-Анджелесі зі своєю дружиною.

## Кар'єра
Вперше Чіям продовжив кар'єру юриста після закінчення Мельбурнського університету. Незадоволений юридичною кар'єрою через три місяці, він вирішив займатися більш творчими напрямками у брейк-дансі та акторській майстерності.
Він вперше розпочав короткометражні фільми в Австралії, перш ніж зрештою з'явився на австралійському телебаченні в таких серіях, як «Сусіди» та " <i id="mwLA">Краща людина»</i> . Зрештою він переїхав до Лос-Анджелеса, щоб продовжити акторську кар'єру.
Чіам грав ролі в декількох американських телевізійних серіалах, включаючи NCIS: Лос-Анджелес та Bones, а також був у Con Man, вебсесіях Алана Тудика .
У лютому 2017 року він приєднався до головної ролі телеканалу Spike The Shannara Chronicles (серіал раніше був на MTV) у другому сезоні шоу, де він зіграв лиходія, генерала Рига.
Його зняли в ролі Джетро, хлопця Карлі, якого грає Келлі Берглунд, в серіалі "Старц " Зараз «Апокаліпсис» у головній ролі Ейвона Джоджі в Грегґа Аракі . Після серіалу він приєднався до акторської ролі фільму «Мало в дизайні», який працює разом з друзями Крісом Пангом, Осіком Чау, Йосі Сударсо та Андреа Волтер.
У грудні 2018 року його зняли як головного чоловіка Вайетта Коула в ABC та літньому кримінальному серіалі M6 'Re 2019 Break навпроти Poppy Montgomery . Після скасування Reef Break Чіам приєднався до акторської ролі серіалів Disney + Marvel «Сокіл та Зимовий солдат» у нерозкритій ролі.

## Фільмографія
| Рік      | Назва                   | Роль           | Примітки                     | Refs   |
| -------- | ----------------------- | -------------- | ---------------------------- | ------ |
| 2012 рік | Сусіди                  | Джек Даттон    | 1 епізод                     |        |
| 2013 рік | Краща людина            | Гонг           | фільм                        |        |
| 2016 рік | Кістки                  |                | 1 епізод                     | [ 10 ] |
| 2016 рік | NCIS: Лос-Анджелес      | Едвард Лі      | 1 епізод                     |        |
| 2016 рік | Con Man                 |                | 1 епізод                     |        |
| 2017 рік | «Шаннарські хроніки»    | Генерал Рига   | головний склад (2 сезон)     |        |
| 2018 рік | Гаваї П'ять-0           | Казуя Немото   | 1 епізод                     |        |
| 2018 рік | Азіатська холостяк 2    | Аден           |                              |        |
| 2018 рік | Ми були завтра          | Куо            | 4 епізоди                    |        |
| 2019 рік | Порожній за дизайном    | Шанс           |                              |        |
| 2019 рік | Зараз Апокаліпсис       | Jethro         | повторювані; 6 епізодів      |        |
| 2019 рік | Риф-брейк               | Wyatt Cole     | головний ролях; Головна роль |        |
| 2020 рік | Чарівний табір          | Ксеркс         | фільм                        |        |
| 2021 рік | Сокіл та Зимовий солдат | Довіч          |                              |        |
| 2025 рік | Мортал Комбат 2         | Король Джеррод |                              |        |

## Нагороди
CLEO Сінгапур [Архівовано 22 лютого 2020 у Wayback Machine.] , «Найвигідніший бакалавр» (2011)